# Schongauers Elefant

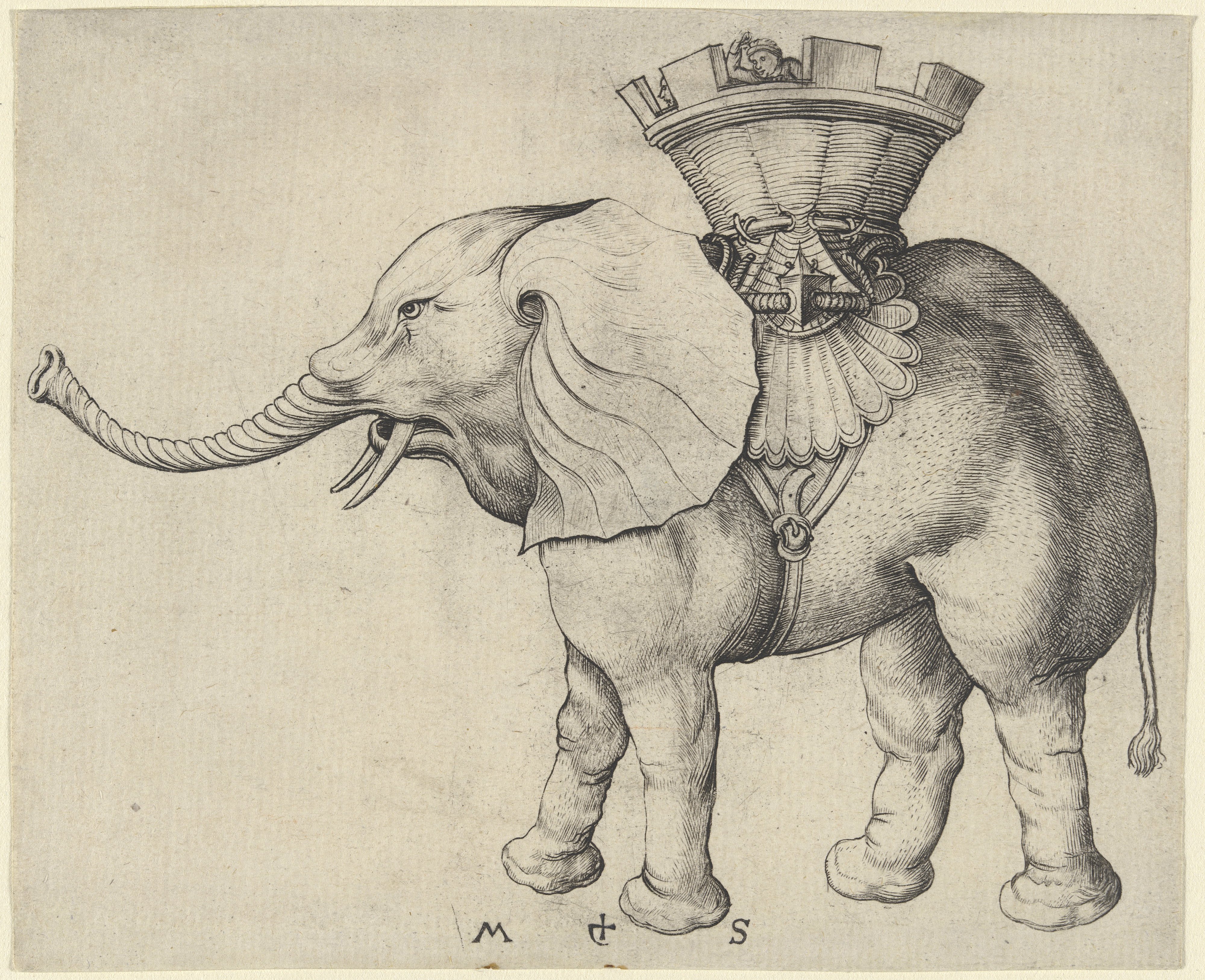
Martin Schongauer: Elefant. Kupferstich, um 1485; 107 × 146 mm; Staatliche Graphische Sammlung München

Schongauers Elefant (um 1483) war ein diplomatisches Geschenk Johanns II. von Portugal an Kaiser Friedrich III. Er wurde von Martin Schongauer und seinem Bruder Ludwig in zwei Kupferstichen dargestellt. In Chroniken wurden ihm unterschiedliche und spektakuläre Tode nachgesagt.

## Elefantenreise

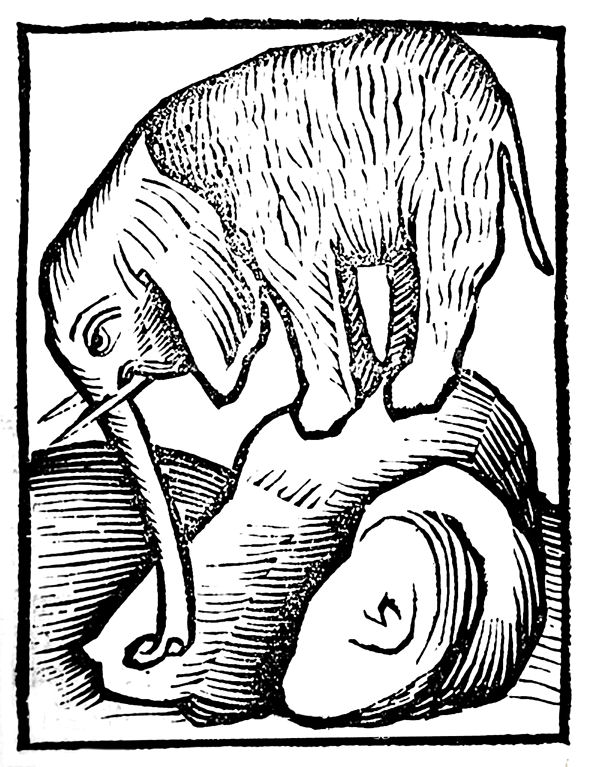
Holzschnitt aus dem Hortus sanitatis, gedruckt von Johann Prüss in Straßburg 1497

Vermutlich von Portugal nach Holland verschifft, erreichte der Elefant zunächst Köln und dann Frankfurt am Main. Er wurde von Hans Filßhover geführt und war mit einem Begleitbrief des Markgrafen Albrecht von Baden versehen, der Filßhover als diener und lieben getrewen des Kaisers auswies und für ihn und den hellfandt, den frömde[r]n gast, um Ehrbezeugung bat. In Frankfurt wurde er in der Gallusgasse ausgestellt und in Lebensgröße auf die Wand eines nahegelegenen Hauses gemalt. Für dasselbe Jahr ist in der Memminger Chronik des Christoph Schorer von 1660 der Aufenthalt des Elefanten in der Stadt vermerkt. Sein weiterer Verbleib ist ungewiss.
Der Dickhäuter war seit Abul Abbas, Elefant Karls des Großen, nach etwa 700 Jahren der erste Elefant auf deutschsprachigem Gebiet; der Cremona-Elefant Friedrichs II. hatte im 13. Jahrhundert dessen Grenzen ebenso wenig überschritten wie der Elefant Ludwigs IX., ein erster Dickhäuter afrikanischer Herkunft. Afrikanische Elefanten blieben in Europa äußerst selten. Nach dem Elefanten Ludwigs XIV. im 17. Jahrhundert erreichte als viertes bis dahin bekannt gewordenes Exemplar afrikanischer Provenienz erst Jumbo im Jahr 1861 Paris.

## Schongauersche Kupferstiche

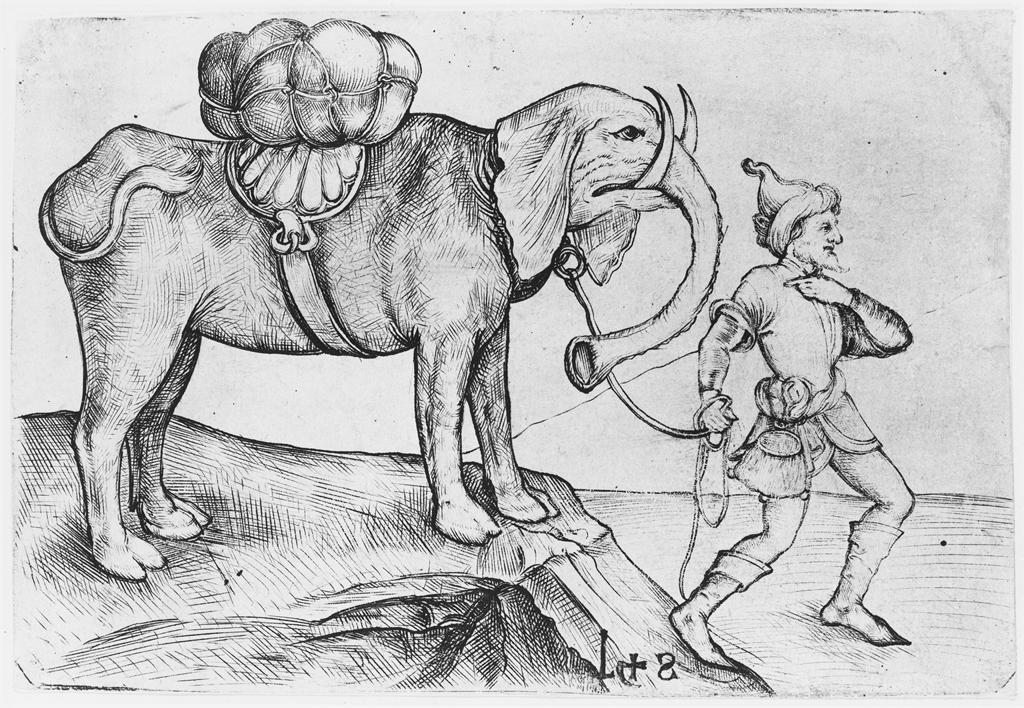
L+S: Elefant. Kupferstich, vor 1494; 104 × 151 mm; Albertina, Wien

Der mit „L+S“ signierte Kupferstich wird Ludwig Schongauer (* um 1440; † 1494) zugeschrieben. Das Tier erscheint kleinwüchsig und weniger realistisch als die Holzschnittdarstellung in Johann Prüss’ Hortus sanitatis von 1497. Mit dem Holzschnitt gemein hat es die großen Ohren und die vergleichsweise steil aufgerichteten Stoßzähne, die sich um 1500 infolge dieser Darstellung in Bildern mit Elefanten wiederfinden lassen. Der in der Albertina in Wien erhaltene Abzug des Kupferstichs zeigt, dass er von einer bereits abgedruckten Platte gefertigt wurde, und lässt deshalb die Vermutung einer hohen Auflage als Erinnerungsblatt zu. Martin Schongauers Fassung dürfte einem ähnlichen Zweck gedient haben. Er präsentierte das Tier als turmbewehrten Kriegselefanten, in einer Aufmachung, die allerdings nur den gelehrigen indischen Elefanten zukam.